# Levinus Monson
Levinus Monson (* 5. Mai 1792 in Hamden, Connecticut; † 23. September 1859 in Hobart, New York) war ein US-amerikanischer Jurist.

## Leben
Levinus Monson wurde im Mai 1792 in Hamden im US-Bundesstaat Connecticut geboren. Sein Vater war Joshua Munson. Im Jahre 1811 begann Monson mit Samuel Sherwood sein Studium in Rechtswissenschaften an der Yale University in Connecticut. Nach dem Studium zog er nach Hobart im Bundesstaat New York. Dort wohnte er, bis auf eine kleine Ausnahme, wo er nach Newbourgh zog, bis zu seinem Tod. Die meiste Zeit seines Lebens war er Richter an dem New Yorker Court of Common Pleas. Nach dem Tod des Richters Morehouse aus Cooperstown im Jahre 1850 wurde Monson zum Richter am New York Supreme Court. Levinus Monson starb im September 1859 in Hobart.